# Goulbi El Fadama
Der Goulbi El Fadama ist ein Trockental in Niger und Nigeria.

## Geographie

### Verlauf
Mit dem Hausa-Wort Goulbi wird in Zentral-Niger ein fossiles Trockental bezeichnet. Der Goulbi El Fadama hat seinen Ursprung in Nigeria. Von dort aus verläuft er grob von Süden nach Norden. Bedeutende Ortschaften in seinem Abschnitt in Nigeria sind Abdallawa, Dan Kaba und Dankama, die alle zur Local Government Area Kaita im Bundesstaat Katsina gehören.
Danach verläuft der Goulbi El Fadama weiter durch Niger. Im Departement Gazaoua passiert er den Gemeindehauptort Gangara und den Departementshauptort Gazaoua. Er nimmt rechtsseitig das Trockental Goulbi May Farou auf. Nach dem Dorf Iyataoua, das zur Gemeinde Tessaoua im gleichnamigen Departement Tessaoua gehört, passiert der Goulbi El Fadama den Gemeindehauptort Kanan-Bakaché im Departement Mayahi und mündet schließlich linksseitig in das Trockental Goulbin Kaba.

### Wasserführung und Ablagerungen
Vor 1975 führte der Goulbi El Fadama noch saisonal Wasser. Danach trocknete er wie der Goulbi May Farou wegen der Errichtung von Staudämmen in Nigeria vollständig aus. Sein Schwemmland besteht abwechselnd aus Quarz-Kieseln in verschiedenen Größen und Formen und aus tonigen Sandsteinen.

## Umwelt
Entlang des Goulbi El Fadama in der Gemeinde Gazaoua gibt es einen Baumbestand aus Diospyros mespiliformis.